# Dünndruckpapier
Dünndruckpapier, auch Bibeldruckpapier oder Bibelpapier genannt, ist eine holzfreie und sehr dünne, geleimte Papierart. Es ist lichtundurchlässig (hohe Opazität) und wiegt zwischen 25 und 60 g/m². Gegenüber dem üblicherweise für den Buchdruck verwendeten Papieren mit 90 bis 120 g/m² verringern sich durch die Verwendung von Bibelpapier Gewicht und Dicke eines Buches um die Hälfte bis drei Viertel.

## Geschichte und Herstellung
Dünndruckpapier wurde erstmals Ende des 19. Jahrhunderts für den Bibeldruck verwendet; hieraus leitet sich die Bezeichnung „Bibeldruckpapier“ bzw. „Bibelpapier“ her.
Es wird aus Hadern und gebleichtem Kraftzellstoff hergestellt.

## Verwendung
Dünndruckpapier wird vor allem für die Fertigung umfangreicher Bücher verwendet, die nicht sehr dick und nicht sehr schwer sein sollen. Hauptsächlich dient es zur Herstellung von Bibeln und umfangreichen Nachschlagewerken; zudem findet es Verwendung für Gesangbücher, Fachzeitschriften, Gesetzestexte, Broschüren, Werbeschriften, PR-Material und pharmazeutische Packungsbeilagen. Gerade im Sektor der Beipackzettel werden die Ansprüche an das Papier aufgrund der Vorgaben bezüglich der Schriftart und des Schriftgrades immer größer. Aber auch klassische Literatur mit größerem Textumfang wird auf dieses Papier gedruckt. Mit wegbereitend war hier Anfang des 20. Jahrhunderts der Leipziger Insel Verlag, der diese Tradition noch heute pflegt.  Weitere aktuelle Beispiele für diesen Papiereinsatz sind die Dünndruck-Bibliothek der Weltliteratur, die im Münchner Winkler-Verlag erscheint oder, im englischsprachigen Raum, die Ausgaben der Library of America.
Wegen seiner geringeren Dicke stellt das Papier höhere Anforderungen an die zum Drucken benutzten Druckmaschinen (Papiertransport) und an die eingesetzten Druckfarben (Vermeiden des Durchschlagens). Qualitativ hochwertiges Papier weist eine große Opazität auf.

## Sonstiges
Bibelpapier eignet sich zudem hervorragend als Zigarettenpapier. So äußert etwa ein Sträfling in Brendan Behans autobiografischem Werk Borstal Boy die Ansicht, dass die Bibel das beste Buch sei, das er in der Untersuchungshaft zu lesen bekommen habe – bis er vor den Richter gekommen sei, habe er sich durch das gesamte 1. Buch Mose geraucht.